# Billet de 10 dollars canadien série Frontières
Recto
Verso
Le billet de 10 dollars canadien de la série Frontières est l'un des billets de banque canadiens les plus communs. La couleur de ce billet est pourpre.
Le recto représente John A. Macdonald ainsi que la bibliothèque du Parlement. Le verso représente le Canadien de Via Rail Canada, les Rocheuses et la carte du chemin de fer. Le billet a été mis en circulation le 7 novembre 2013.